# شیشوا
شیشوا (به لاتین: Shishou) یک county-level city در جمهوری خلق چین است که در جیانگژو واقع شده‌است.